# Municipio de Tepeji del Río de Ocampo
El municipio de Tepeji del Río de Ocampo es uno de los ochenta y cuatro municipios que conforman el estado de Hidalgo en México. La cabecera municipal y localidad más poblada es Tepeji del Río de Ocampo.
El municipio se localiza al sur del territorio hidalguense entre los paralelos 19°46′ y 20°1′ de latitud norte; los meridianos 99°14′ y 99°29′ de longitud oeste; con una altitud entre 2100 y 3000 m s. n. m. Este municipio cuenta con una superficie de 353.41 km², y representa el 1.70 % de la superficie del estado; dentro de la región geográfica denominada como Valle del Mezquital.
Colinda al norte con los municipios de Tula de Allende y Atotonilco de Tula; al este, al sur y al oeste con el Estado de México.

## Toponimia
La palabra Tepexic proviene del náhuatl «lugar entre peñascos», está compuesta por la radical tepexitl que significa peñasco, y el locativo «c» que significa lugar. el nombre del Río hace alusión a su ubicación a las orillas del río del mismo nombre; y el nombre de Ocampo en honor a Melchor Ocampo.

## Geografía

### Relieve e hidrográfica

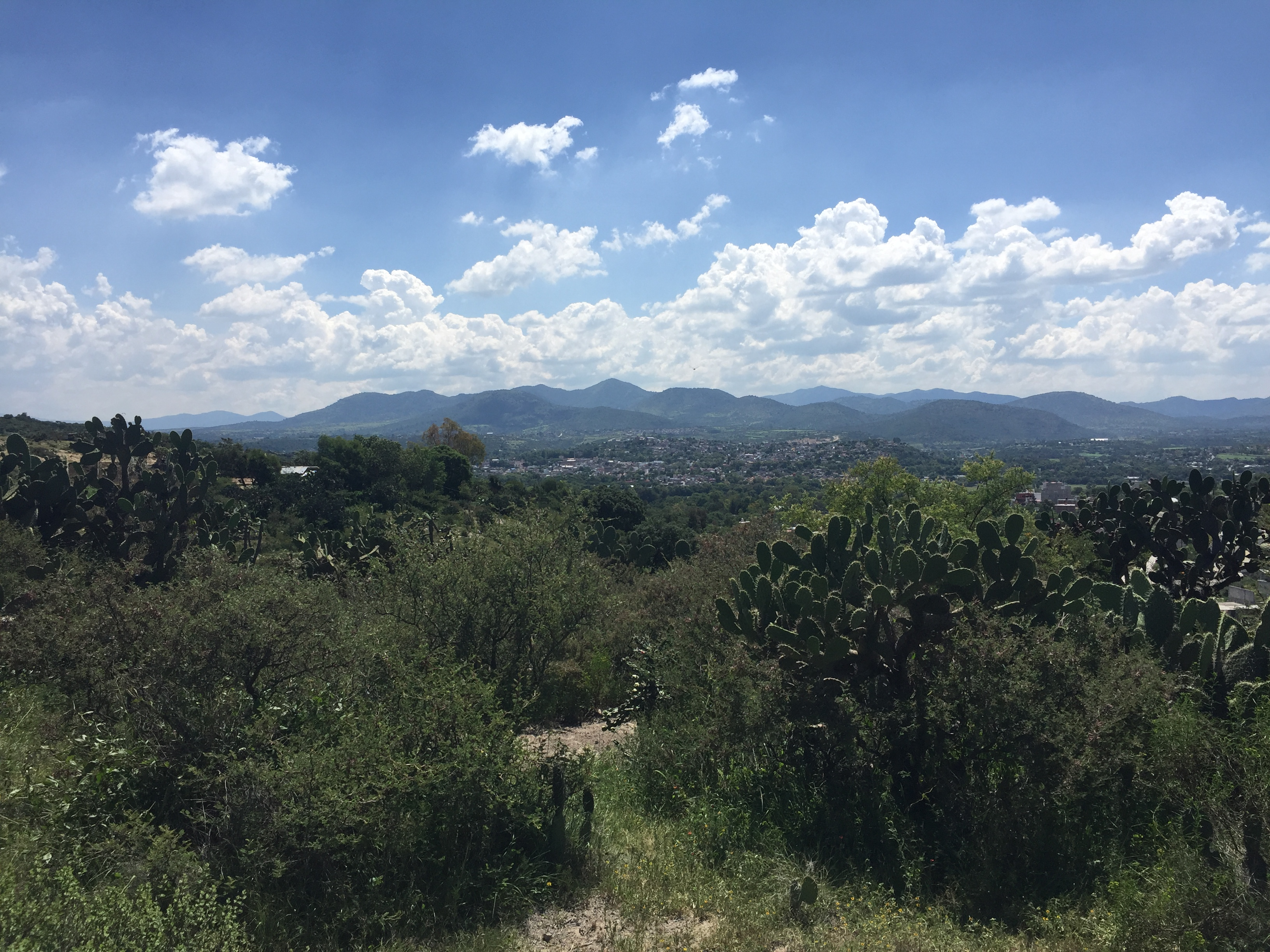
Fotografía del municipio viendo hacia el oeste

En cuanto a fisiografía se encuentra dentro de la provincia del Eje Neovolcánico; dentro de la subprovincia de Lagos y Volcanes de Anáhuac (90.0 %) y Llanuras y Sierras de Querétaro e Hidalgo (10.0 %). Su territorio es lomerío (75.0 %) y sierra (25.0 %). De las principales elevaciones presentes, se encuentran los cerros de: El Gavilán, La Idolatría, La Campana, El Garabato, Grande, Palo Capudo, El Epazote, La Cruz y El Tesoro, todos ellos por encima de los 2200 metros sobre el nivel del mar.
En cuanto a su geología corresponde al periodo neógeno (85.52 %) y cuaternario (6.0 %). Con rocas tipo ígnea extrusiva: volcanoclástico (42.52 %), andesita (22.0 %), basalto (19.0 %) y brecha volcánica intermedia (1.0 %); sedimentaria: conglomerado (2.0 %); suelo: aluvial (5.0 %). En cuanto a cuanto a edafología el suelo dominante es phaeozem (79.52 %), leptosol (7.0 %) y vertisol (5.0 %).
En lo que respecta a la hidrología se encuentra posicionado en la región hidrológica del Pánuco; en la cuenca del río Moctezuma; dentro de las subcuenca del río El Salto (65.0 %), río Tlautla (30.0 %), río Cuautitlán (3.0 %) y el río Rosas (2.0 %).

### Clima
El municipio en toda su extensión presenta una diversidad de climas; Templado subhúmedo con lluvias en verano, de humedad media (57.0 %), templado subhúmedo con lluvias en verano, de menor humedad (25.0 %), templado subhúmedo con lluvias en verano, de mayor humedad (11.0 %) y semiseco templado (7.0 %). Así mismo cuenta con una temperatura media anual de 24 °C, con una precipitación pluvial de 2120 milímetros por año. Con respecto a la precipitación anual en el municipio, el nivel promedio observado es de alrededor de los 704.5 mm, siendo los meses de junio y julio los de mayor precipitación, y los de diciembre y febrero de menor precipitación.

### Ecología
La flora en el municipio se compone por encino, oyamel, nopal, cardón, garambullo, pitaya, mezquite, pirul, huizache, fresno, maguey, además de las especies exóticas como lo son los árboles frutales. La fauna perteneciente a esta región está compuesta por liebre, conejo, ardilla, tuza, coyote, venado, y zorro, algunas aves como son: codorniz, tórtola, torcaza, gavilán, y zopilote, además de una gran variedad de reptiles como; víbora, lagartija y camaleón, arácnidos e insectos como ciempiés.

## Demografía

### Población
De acuerdo a los resultados que presentó el Censo Población y Vivienda 2020 del INEGI, el municipio cuenta con un total de 90 546  habitantes, siendo 44 062 hombres y 46 484 mujeres. Tiene una densidad de 256.2 hab/km², la mitad de la población tiene 29 años o menos, existen 94 hombres por cada 100 mujeres.
El porcentaje de población que habla lengua indígena es de 3.27 %, en el municipio se hablan principalmente otomí del Valle del Mezquital. El porcentaje de población que se considera afromexicana o afrodescendiente es de 1.46 %.
Tiene una Tasa de alfabetización de 99.2 % en la población de 15 a 24 años, de 95.2 % en la población de 25 años y más. El porcentaje de población según nivel de escolaridad, es de 3.6 % sin escolaridad, el 58.8  % con educación básica, el 23.6 % con educación media superior, el 14.0 % con educación superior, y 0.1 % no especificado.
El porcentaje de población afiliada a servicios de salud es de 73.9 %. El 69.2 % se encuentra afiliada al IMSS, el 24.4 % al INSABI, el 3.7 % al ISSSTE, 0.4 % IMSS Bienestar, 1.4 % a las dependencias de salud de PEMEX, Defensa o Marina, 1.0 % a una institución privada, y el 0.8 % a otra institución. El porcentaje de población con alguna discapacidad es de 4.6 %. El porcentaje de población según situación conyugal, el 33.0 % se encuentra casada, el 32.3 % soltera, el 23.3 % en unión libre, el 5.5 % separada, el 1.6 % divorciada, el 4.3 % viuda.
Para 2020, el total de viviendas particulares habitadas es de 24 686 viviendas, representa el 2.9 % del total estatal. Con un promedio de ocupantes por vivienda 3.7 personas. Predominan las viviendas con tabique y block. En el municipio para el año 2020, el servicio de energía eléctrica abarca una cobertura del 99.3 %; el servicio de agua entubada un 70.7 %; el servicio de drenaje cubre un 95.3 %; y el servicio sanitario un 95.9 %.

### Localidades

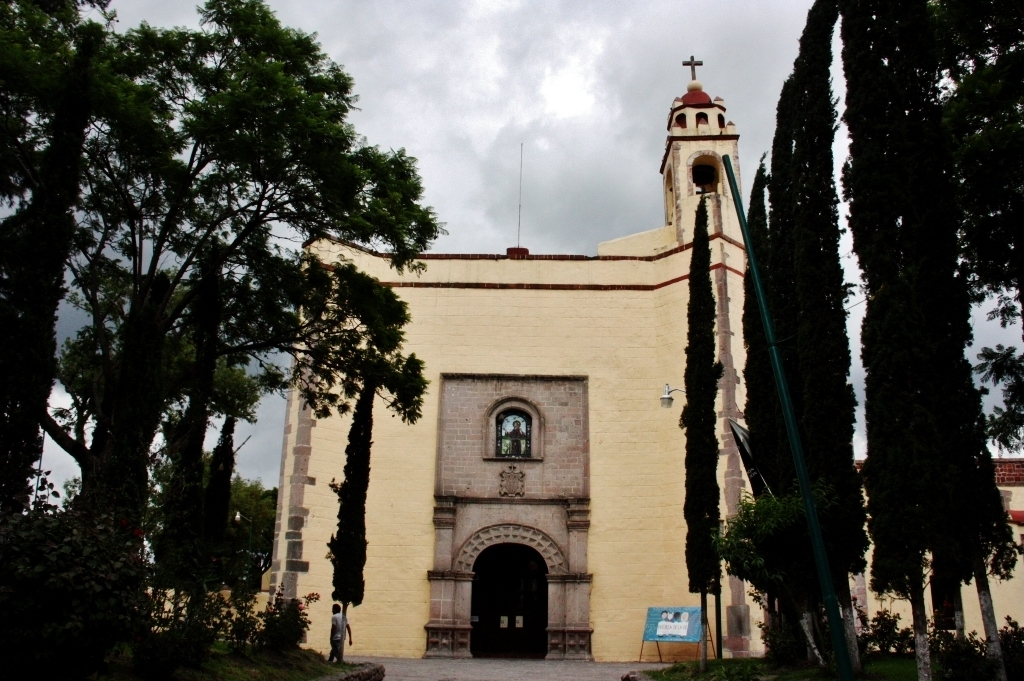
Localidad de Tepeji del Río de Ocampo.

Localidad de San Ildefonso.

Para el año 2020, de acuerdo al Catálogo de Localidades, el municipio cuenta con 72 localidades.
| Código INEGI | Localidad                                        | Población (2020) | Porcentaje (%) | Ámbito Población | Categoría Población |
| ------------ | ------------------------------------------------ | ---------------- | -------------- | ---------------- | ------------------- |
| 130630001    | Tepeji del Río de Ocampo                         | 36 618           | 40.441         | Urbana           | Ciudad              |
| 130630020    | Tianguistengo (La Romera)                        | 5784             | 6.388          | Urbana           | Villa               |
| 130630006    | Melchor Ocampo                                   | 5611             | 6.197          | Urbana           | Villa               |
| 130630009    | San Buenaventura                                 | 4362             | 4.817          | Urbana           | Comunidad           |
| 130630011    | San Ildefonso                                    | 4231             | 4.673          | Urbana           | Comunidad           |
| 130630021    | Tinajas                                          | 4076             | 4.502          | Urbana           | Comunidad           |
| 130630026    | Santiago Tlaltepoxco                             | 2705             | 2.987          | Urbana           | Comunidad           |
| 130630018    | Santiago Tlautla                                 | 2567             | 2.835          | Urbana           | Comunidad           |
| 130630016    | Santa María Quelites                             | 2397             | 2.647          | Rural            | Comunidad           |
| 130630015    | Santa María Magdalena                            | 2366             | 2.613          | Rural            | Comunidad           |
| 130630010    | San Ignacio Nopala                               | 2114             | 2.335          | Rural            | Comunidad           |
| 130630004    | Cañada de Madero                                 | 2093             | 2.312          | Rural            | Comunidad           |
| 130630003    | Cantera de Villagrán                             | 2026             | 2.238          | Rural            | Comunidad           |
| 130630017    | Santiago Tlapanaloya                             | 1986             | 2.193          | Rural            | Comunidad           |
| 130630008    | Ojo de Agua                                      | 1957             | 2.161          | Rural            | Comunidad           |
| 130630014    | Santa Ana Atzcapotzaltongo                       | 1679             | 1.854          | Rural            | Comunidad           |
| 130630053    | Unidad Obrera Habitacional CTM                   | 1158             | 1.279          | Rural            | Comunidad           |
| 130630012    | San José Piedra Gorda                            | 1023             | 1.130          | Rural            | Comunidad           |
| 130630019    | Taxhido                                          | 756              | 0.835          | Rural            | Comunidad           |
| 130630070    | El Caracol                                       | 700              | 0.773          | Rural            | Comunidad           |
| 130630005    | La Loma                                          | 679              | 0.750          | Rural            | Comunidad           |
| 130630007    | Montecillo                                       | 486              | 0.537          | Rural            | Ranchería           |
| 130630025    | Benito Juárez                                    | 446              | 0.493          | Rural            | Ranchería           |
| 130630013    | San Mateo Buenavista                             | 402              | 0.444          | Rural            | Ranchería           |
| 130630002    | El Banco (El Banco Vega de Madero)               | 359              | 0.396          | Rural            | Ranchería           |
| 130630028    | Miraflores                                       | 293              | 0.324          | Rural            | Ranchería           |
| 130630048    | La Estancia 1.ª Sección Santa María Magdalena    | 221              | 0.244          | Rural            | Ranchería           |
| 130630024    | Dos Peñas                                        | 210              | 0.232          | Rural            | Ranchería           |
| 130630052    | Presa Escondida                                  | 157              | 0.173          | Rural            | Ranchería           |
| 130630068    | Las Colonias                                     | 125              | 0.138          | Rural            | Ranchería           |
| 130630079    | Ejido de Xalpa                                   | 122              | 0.135          | Rural            | Ranchería           |
| 130630049    | Golondrinas                                      | 107              | 0.118          | Rural            | Ranchería           |
| 130630027    | Canoas                                           | 89               | 0.098          | Rural            | Ranchería           |
| 130630029    | El Zapote                                        | 79               | 0.087          | Rural            | Ranchería           |
| 130630090    | La Cruz                                          | 58               | 0.064          | Rural            | Ranchería           |
| 130630102    | La Nueva Estancia                                | 41               | 0.045          | Rural            | Ranchería           |
| 130630081    | Puertecito (Cerrito de la Cruz)                  | 35               | 0.039          | Rural            | Ranchería           |
| 130630094    | Los Túneles                                      | 32               | 0.035          | Rural            | Ranchería           |
| 130630084    | La Loma 2.ª Sección                              | 27               | 0.030          | Rural            | Ranchería           |
| 130630098    | Tepeji del Río [Ejido]                           | 25               | 0.028          | Rural            | Ranchería           |
| 130630092    | San Mateo Segunda Sección                        | 24               | 0.027          | Rural            | Ranchería           |
| 130630069    | La Planada                                       | 22               | 0.024          | Rural            | Ranchería           |
| 130630047    | Presa Escondida 2.ª Sección Hacienda la Nopalera | 22               | 0.024          | Rural            | Ranchería           |
| 130630077    | Lomas Campestre de la Cantera                    | 21               | 0.023          | Rural            | Ranchería           |
| 130630082    | Palo Grande                                      | 21               | 0.023          | Rural            | Ranchería           |
| 130630078    | Camino a la presa (Los Rincones)                 | 20               | 0.022          | Rural            | Ranchería           |
| 130630091    | El Lienzo                                        | 20               | 0.022          | Rural            | Ranchería           |
| 130630061    | La Placa                                         | 20               | 0.022          | Rural            | Ranchería           |
| 130630089    | Cerro Colorado                                   | 17               | 0.019          | Rural            | Ranchería           |
| 130630064    | Loma de la Lechuguilla                           | 17               | 0.019          | Rural            | Ranchería           |
| 130630097    | Ejido Melchor Ocampo (Barrio Alto)               | 12               | 0.013          | Rural            | Ranchería           |
| 130630023    | Vega de Madero                                   | 12               | 0.013          | Rural            | Ranchería           |
| 130630072    | San Isidro                                       | 11               | 0.012          | Rural            | Ranchería           |
| 130630095    | Tinajas [Barrio]                                 | 11               | 0.012          | Rural            | Ranchería           |
| 130630096    | La Xaisnera                                      | 10               | 0.011          | Rural            | Ranchería           |
| 130630046    | El Carrizal                                      | 9                | 0.010          | Rural            | Ranchería           |
| 130630044    | El Capulín                                       | 8                | 0.009          | Rural            | Ranchería           |
| 130630066    | La Lagunilla                                     | 8                | 0.009          | Rural            | Ranchería           |
| 130630101    | Tepeji [Parque Industrial]                       | 7                | 0.008          | Rural            | Ranchería           |
| 130630055    | Tinajas Segunda Sección                          | 7                | 0.008          | Rural            | Ranchería           |
| 130630074    | La Flor                                          | 5                | 0.006          | Rural            | Ranchería           |
| 130630056    | Pie de Casas                                     | 5                | 0.006          | Rural            | Ranchería           |
| 130630080    | Hacienda Xajay                                   | 4                | 0.004          | Rural            | Ranchería           |
| 130630093    | La Palma                                         | 4                | 0.004          | Rural            | Ranchería           |
| 130630062    | Lumbrera 20                                      | 4                | 0.004          | Rural            | Ranchería           |
| 130630076    | Montería Real del Río [Rancho]                   | 4                | 0.004          | Rural            | Ranchería           |
| 130630086    | Raramuri [Rancho]                                | 4                | 0.004          | Rural            | Ranchería           |
| 130630054    | Xaisnal                                          | 4                | 0.004          | Rural            | Ranchería           |
| 130630083    | Las Isabeles [Rancho]                            | 3                | 0.003          | Rural            | Ranchería           |
| 130630085    | Los Manolos [Rancho]                             | 3                | 0.003          | Rural            | Ranchería           |
| 130630087    | San Vicente [Rancho]                             | 3                | 0.003          | Rural            | Ranchería           |
| 130630059    | Lumbrera 19 (Barranca del Muerto)                | 2                | 0.002          | Rural            | Ranchería           |

## Política
Se erigió como municipio el 15 de febrero de 1826. El Honorable Ayuntamiento está compuesto por: un presidente municipal, un síndico, catorce regidores y, cuarenta delegados municipales. De acuerdo al Instituto Nacional electoral (INE) el municipio está integrado por treinta y tres secciones electorales, de la 1262 a la 1294. Para la elección de diputados federales a la Cámara de Diputados de México y diputados locales al Congreso de Hidalgo, se encuentra integrado al distrito electoral federal 5 de Hidalgo, y al distrito electoral local 15 de Hidalgo. A nivel estatal administrativo pertenece a la Macrorregión III y a la Microrregión XIV, además de a la Región Operativa II Tula.

### Cronología de presidentes municipales
| Periodo                  | Nombre                         | Afiliación política        |
| ------------------------ | ------------------------------ | -------------------------- |
| 1964-1967                | Javier Salgado Monroy          | -                          |
| 1967-1970                | Antonio Miranda Sánchez        | -                          |
| 1970-1973                | Agustín Olvera Soto            | -                          |
| 1973-1976                | Antonio Castillo Zúñiga        | -                          |
| 1976-1977                | Teodoro Ortiz Montaño          | -                          |
| 1977-1979                | Esteban Sánchez Rojo           | -                          |
| 1979-1982                | Fernando Jiménez Monroy        | -                          |
| 1982-1985                | Fidencio J. Miranda García     | -                          |
| 1985-1988                | Dionisio Guerrero Carbajal     | -                          |
| 1988-1991                | Eliel Briseño Castillo         | -                          |
| 1991-1994                | Lauro Olguin Yáñez             | -                          |
| 16/01/1994 al 15/01/1997 | Sergio Olvera González         | PRI                        |
| 16/01/1997 al 1999       | Salvador Rojas Salgado         | PRI                        |
| 1999 al 15/01/2000       | Erasmo Betancourt Huesca       | PRI                        |
| 16/01/2000 al 2001       | Vicente Chávez Sánchez         | PRI                        |
| 2001 al 2002             | Carlos Martínez García         | PRI                        |
| 2002 al 15/01/2003       | Araceli Velázquez Ramírez      | PRI                        |
| 16/01/2003 al 15/01/2006 | Jesús Ortiz Cano               | PAN                        |
| 16/01/2006 al 15/01/2009 | Guillermo Sergio Cabrera Vivar | PRI                        |
| 16/01/2009 al 15/01/2012 | Rosalío Santana Velázquez      | Mas x Hidalgo              |
| 16/01/2012 al 04/09/2016 | Fernando Miranda Torres        | Juntos por Hidalgo         |
| 05/09/2016 al 04/09/2020 | Moisés Ramírez Tapia           | PANAL                      |
| 05/09/2020 al 14/12/2020 | Erika Claudia Pérez Castilla   | Concejo municipal Interino |
| 15/12/2020 al 04/09/2024 | Salvador Jiménez Calzadilla    | PRI                        |
| 05/09/2024 al 04/09/2027 | Tania Valdez Cuellar           | Morena                     |

## Economía
En 2015 el municipio presenta un IDH de 0.751 Alto, por lo que ocupa el lugar 23.º a nivel estatal; y en 2005 presentó un PIB de $4,473,341,167.00 pesos mexicanos, y un PIB per cápita de $64,129.00 (precios corrientes de 2005).
De acuerdo con el Consejo Nacional de Evaluación de la Política de Desarrollo Social (Coneval), el municipio registra un Índice de Marginación Muy bajo. El 46.0% de la población se encuentra en pobreza moderada y 35.8% se encuentra en pobreza extrema. En 2015, el municipio ocupó el lugar 20 de 84 municipios en la escala estatal de rezago social.
A datos de 2015, en materia de agricultura no tiene gran actividad registra en volúmenes de producción: maíz con 17 756 ton, frijol con 1196 ton, avena forrajera 25 096 ton, alfalfa con 6616 ton. En ganadería se sacrificaron 3388 cabezas bovinos, 3738 cabezas de ganado porcino, 3577 cabezas de ganado ovino, 318 cabezas de ganado caprino, 1 700 974 aves decorral.
Para 2015 se cuenta con 2596 unidades económicas, que generaban empleos para 17 992 personas. En lo que respecta al comercio, se cuenta con dos tianguis, cinco tiendas Diconsa y siete lecheras Liconsa; además de un mercado público y un rastro. Tepeji es un importante centro industrial, que cuenta con 15 microindustrias, 2 industrias pequeñas, 15 medianas y 2 correspondientes a la categoría de gran industria.
De acuerdo con cifras al año 2015 presentadas en los censos económicos del INEGI, la Población Económicamente Activa (PEA) del municipio asciende a 33 692 personas de las cuales 32 463 se encuentran ocupadas y 1229 se encuentran desocupadas. El 5.37%, pertenece al sector primario, el 50.24% pertenece al sector secundario, el 42.82% pertenece al sector terciario y 1.57% no especificaron.